# Molophilus (Molophilus) persimilis
Molophilus (Molophilus) persimilis is een tweevleugelige uit de familie steltmuggen (Limoniidae). De soort komt voor in het Australaziatisch gebied.